# Batman: Gotham by Gaslight
Pour plus de détails, voir Fiche technique et Distribution.
Batman: Gotham by Gaslight est un film d'animation uchronique de super-héros steampunk américain réalisé par Sam Liu, sorti directement en vidéo en 2018, 31e film de la collection DC Universe Animated Original Movies.
Le film est une adaptation libre du roman graphique Batman : Gotham au XIXe siècle écrit par Brian Augustyn, dessiné par Mike Mignola et publié par DC Comics en 1989.

## Synopsis
À Gotham City, à l'époque victorienne, Batman sauve un couple riche d'un vol commis par trois orphelins (Dickie, Jason et Timmy) et bat leur maître abusif, Big Bill Dust. Dans le même temps, Ivy, une orpheline devenue danseuse exotique et prostituée, devient la nouvelle victime du tueur en série appelé Jack l'Éventreur, qui s'attaque aux femmes pauvres et démunies de Gotham City. Les citoyens de la ville pensent que Batman et Jack sont un seul et même homme. L'actrice de théâtre Selina Kyle réprimande le commissaire de police de Gotham, James Gordon et le chef de la police Harvey "Bulldog" Bullock, pour leur incapacité à arrêter les meurtres de l'Éventreur.
Au Monarch Theatre avec son ami Harvey Dent, Bruce Wayne rencontre Selina et les deux se rendent au Dionysus Club exclusif où ils font plus ample connaissance. Bruce se rend compte que non seulement que deux des orphelins de la ville ont été pris en charge par sœur Leslie, mais que certaines des filles assassinées étaient des orphelines autrefois sous la garde de celle-ci. Il apprend aussi que Jack l'Éventreur a ciblé Leslie et se précipite pour la sauver, mais il arrive trop tard. Sur les lieux du crime, Bruce trouve une épingle sanglante identifiée au Dionysus Club, ce qui signifie que l'Éventreur doit être l'un des riches de Gotham. Aux funérailles de sœur Leslie, Bruce est accueilli par Hugo Strange, qui affirme connaître le tueur et qu'il veut rencontrer Batman. Bruce rencontre également Marlene, une vieille femme ivre qui prétend l'avoir vu se faufiler lorsque sœur Leslie a été tuée.
À l'Asile d'Arkham, l'Éventreur attaque Strange et le jette à ses propres patients qui le déchirent. Alors qu'il poursuit l'Éventreur, Batman est lui-même poursuivi par la police, pour être sauvé par Selina. Après avoir vu que Batman est Bruce, elle l'emmène chez elle, où ils passent la nuit.
Après la découverte de la mort de Marlene, Bruce est arrêté et Dent, jaloux de l'affection de Selina pour ce dernier, le poursuit en pensant qu'il est l'Éventreur. Condamné au pénitencier de Blackgate après le procès, Bruce reçoit la visite de Selina, qui le presse de révéler qu'il est Batman pour innocenter son nom et aider à sauver les filles de ce meurtrier. Mais devant son refus, elle décide de le dire elle-même à Gordon. Soudoyant un garde pour livrer un message codé à son manoir, Bruce s'échappe après avoir organisé un combat en prison, afin de détourner l'attention et mettre ainsi son plan d'évasion en toute tranquillité.
Selina rencontre Gordon à l'exposition universelle de Gotham City et apprend avec horreur qu'il est l'Éventreur. En cherchant celle-ci chez Gordon, Batman l'apprend également. Gordon injecte à Selina un somnifère, mais elle parvient à utiliser son sang et le projecteur de la Foire pour donner un signal à Batman. Celui-ci arrive et combat Gordon dans une grande roue (appelée Fox Wheel) où ce dernier, rendu fou mentalement par son temps dans la guerre civile, révèle que son "travail sacré" est de débarrasser Gotham de ce qu'il considère comme de la crasse humaine. La grande roue s'enflamme dans la lutte et commence à s'effondrer : Batman combat Gordon mais celui-ci s'enfuit dans les flammes pour échapper à la justice. Batman et Selina sont sauvés alors par Alfred et les orphelins, qui sont maintenant les pupilles de Bruce Wayne.

## Fiche technique
- Titre original : Batman: Gotham by Gaslight
- Réalisation : Sam Liu
- Scénario : James Krieg, d'après le roman graphique de Brian Augustyn et Mike Mignola, et les personnages de DC Comics
- Musique : Frederik Wiedmann
- Direction artistique du doublage original : Wes Gleason
- Son : Robert Hargreaves, John Hegedes, Mark Keatts
- Montage : Christopher D. Lozinski
- Animation : The Answer Studio
- Production déléguée : Benjamin Melniker, Sam Register, Bruce Timm, Michael E. Uslan
- Production exécutive : Amy McKenna
- Coproduction : Alan Burnett
- Sociétés de production : Warner Bros. Animation et DC Entertainment
- Société de distribution : Warner Home Video
- Pays de production :  États-Unis
- Langue originale : anglais
- Genre : animation uchronique, super-héros steampunk, thriller
- Durée : 78 minutes
- Dates de sortie :
  - États-Unis : 23 janvier 2018 (VOD), 6 février 2018 (DVD/Blu-ray)
  - France : 28 février 2018
- Classification :
  - États-Unis : R (interdit -17 ans)
  - France : Accord parental[2]

 Sauf indication contraire, les informations mentionnées dans cette section peuvent être confirmées par la base de données cinématographiques IMDb,  présente dans la section « Liens externes ».

## Distribution
Source : voix originales et françaises sur Latourdesheros.com.

## Accueil

### Promotion
Le film a été diffusé en avant-première au Newseum à Washington, D.C. pendant l'événement DC in D.C. le 12 janvier 2018 et en avant-première spéciale au Paley Center for Media à Los Angeles le 5 février 2018.

### Accueil critique
Sur SensCritique, le film reçoit la note moyenne de 6,5⁄10. ÉcranLarge.com donne une note de 4⁄5.